# Aeroflot-Flug 411 (1982)
Aeroflot-Flug 411 war ein Linienflug von Moskau nach Freetown in Sierra Leone, der am 6. Juli 1982 mit dem Absturz einer Iljuschin Il-62 kurz nach dem Start endete.

## Verlauf
Die IL-62 startete um 0:31 Uhr Ortszeit mit einem hohen Startgewicht von 164,5 Tonnen vom Flughafen Moskau-Scheremetjewo in Richtung Westen. Etwa acht Sekunden nach dem Abheben der Maschine löste der Feueralarm für Triebwerk Nr. 1 aus und die Piloten stellten das Triebwerk daraufhin ab. Dreißig Sekunden später wurde auch der Feueralarm für Triebwerk Nr. 2 ausgelöst. Dieses Triebwerk wurde ebenfalls abgestellt. Zu diesem Zeitpunkt hatte die Il-62 eine Höhe von 160 Metern und eine Geschwindigkeit von 320 km/h erreicht. Die Piloten leiteten nun eine Rechtskurve ein, um mit den verbleibenden zwei Triebwerken zum Flughafen zurückzukehren. Beim Versuch, die Höhe zu halten, sank die Geschwindigkeit, bis es in einer Höhe von 75 Metern zum Strömungsabriss kam. Das Flugzeug schlug um 20° nach unten und 70° nach links geneigt zwischen der Siedlung Mendelejewo und dem Dorf Kluschino in einem sumpfigen Waldgebiet auf den Boden auf. Beim Absturz starben 89 Insassen. Ein zunächst überlebender Fluggast verstarb zwei Tage später an seinen schweren Verletzungen und 60-prozentigen Verbrennungen im Krankenhaus.

## Unfallursache
Nach der Untersuchung der Trümmer wurde festgestellt, dass alle vier Triebwerke voll funktionstüchtig und die Feueralarme falsch waren. Ein Rohr für die Klimaanlage, das die Luft von den Triebwerken abzapfte, war gebrochen und blies die heiße Luft auf Temperatursensoren der Triebwerke und löste so die falschen Feueralarme aus. Die Piloten bekamen keine Schuld, weil es für den Flug mit nur zwei Triebwerken nach dem Start kein Standardverfahren vom Hersteller gab.